# CPI dos Fura-Filas
A CPI dos Fura-Filas, também podendo ser chamada de CPI da COVID-19 em Minas Gerais ou ainda CPI dos Fura-Filas da Vacinação, é uma comissão parlamentar de inquérito em andamento, que investiga irregularidades na vacinação, além de gastos do governo mineiro na pandemia de COVID-19 em Minas Gerais. Ela foi aberta em 11 de março de 2021 e oficializada em 18 de março de 2021 pela Assembleia Legislativa de Minas Gerais (ALMG)

## Objetivos
O objetivo da CPI é apurar irregularidades na vacinação de mais de 2600 pessoas, entre elas, servidores públicos. 

## Integrantes

### Titulares
- João Vitor Xavier (CIDADANIA e presidente da comissão)
- Cássio Soares (PSD e relator)
- Rafael Martins (PSD)
- Sávio Souza Cruz (MDB)
- Roberto Andrade (AVANTE)
- Noraldino Júnior (PSC)
- Ulisses Gomes (PT)

### Suplentes
- Guilherme Cunha (NOVO)
- Zé Guilherme (PP)
- Carlos Pimenta (PDT)
- Sargento Rodrigues (PTB)
- Doutor Paulo (PATRIOTA)
- Hery Tarqüínio (PV)[4]

## CEI da COVID-19 em Belo Horizonte
Em 27 de maio de 2021, a Câmara de Vereadores de Belo Horizonte abriu uma CEI (Comissão Especial de Inquérito) para apurar os gastos da prefeitura de Belo Horizonte na pandemia de COVID-19.  As reuniões ocorrerão sempre às quintas.